# Шуттранж (комуна)
Шуттранж (люксемб. Schëtter, фр. Schuttrange, нім. Schuttrange) — комуна Люксембургу. Входить до складу кантону Люксембург в окрузі Люксембург.

## Географія
Площа території комуни становить 16,10 км² (75-е місце за цим показником серед 116 комун Люксембургу).
Висота найвищої точки комуни над рівнем моря складає 373 метрів (83-є місце за цим показником серед комун країни), найнижчої — 241 метрів (54-е місце).

## Демографія
Станом на 2011 рік на території комуни мешкало 3 592 ос.
Динаміка чисельності населення:

## Адміністративний поділ
До складу комуни входять такі поселення:
| Поселення  | Населення за даними переписів: | Населення за даними переписів: | Населення за даними переписів: |
| Поселення  | на 31.03.1981                  | на 01.03.1991                  | на 15.02.2001                  |
| ---------- | ------------------------------ | ------------------------------ | ------------------------------ |
| Мюнсбах    | 422                            | 515                            | 566                            |
| Нюнхаузген | 103                            | 225                            | 235                            |
| Шрассіг    | 343                            | 817                            | 1 027                          |
| Шуттранж   | 552                            | 545                            | 825                            |
| Уберсірен  | 316                            | 401                            | 605                            |